# Glaizy
I glaizy (o glaize) sono una preparazione di cucina diffusa presso le popolazioni gitane, in particolare Manouche, Sinti francesi e Sinti italiani. Gli ingredienti principali sono farina di grano e uova che poi vengono bolliti in acqua. Nella cucina gitana i glaizy accompagnano piatti di carne.

## Preparazione
Per quattro persone: si mescolano un chilo di farina e quattro uova con acqua e sale fino a preparare un impasto omogeneo. Poi si taglia l'impasto in piccoli pezzi della taglia di uno gnocco ma senza alcuna regolarità, al punto che spesso si taglia l'impasto con forbici oppure con le mani o con un coltello senza badare troppo alla forma del singolo pezzo.